# Корчев (Здунськовольський повіт)
Корчев (пол. Korczew) — село в Польщі, у гміні Здунська Воля Здунськовольського повіту Лодзинського воєводства.
Населення — 464 особи (2011).
У 1975-1998 роках село належало до Серадзького воєводства.

## Демографія
Демографічна структура станом на 31 березня 2011 року:
|          | Загалом | Допрацездатний вік | Працездатний вік | Постпрацездатний вік |
| -------- | ------- | ------------------ | ---------------- | -------------------- |
| Чоловіки | 242     | 65                 | 156              | 21                   |
| Жінки    | 222     | 45                 | 126              | 51                   |
| Разом    | 464     | 110                | 282              | 72                   |